# توني لويد (لاعب كرة مضرب)
توني لويد (بالإنجليزية: Tony Lloyd)‏ هو لاعب كرة مضرب بريطاني، ولد في 3 ديسمبر 1956 في لي أون سي ‏ في المملكة المتحدة.

## وصلات خارجية
- توني لويد على موقع رابطة محترفي التنس (الإنجليزية)
- توني لويد على موقع الاتحاد الدولي لكرة المضرب (الإنجليزية)
- توني لويد على موقع خلاصة التنس.كوم (الإنجليزية)